# Svájc az 1998. évi téli olimpiai játékokon
Svájc a japán Naganóban megrendezett 1998. évi téli olimpiai játékok egyik részt vevő nemzete volt. Az országot az olimpián 12 sportágban 69 sportoló képviselte, akik összesen 7 érmet szereztek.

## Érmesek
| Érem  | Versenyző                                                                    | Sportág      | Versenyszám                  |
| ----- | ---------------------------------------------------------------------------- | ------------ | ---------------------------- |
| Arany | Daniel Müller Diego Perren Dominic Andres Patrick Hürlimann Patrik Lörtscher | Curling      | Férfi                        |
| Arany | Gian Simmen                                                                  | Snowboard    | Férfi halfpipe               |
| Ezüst | Didier Cuche                                                                 | Alpesisí     | Férfi szuperóriás-műlesiklás |
| Ezüst | Marcel Rohner Markus Nüssli Markus Wasser Beat Seitz                         | Bob          | Férfi négyes                 |
| Bronz | Michael von Grünigen                                                         | Alpesisí     | Férfi óriás-műlesiklás       |
| Bronz | Colette Brand                                                                | Síakrobatika | Női ugrás                    |
| Bronz | Ueli Kestenholz                                                              | Snowboard    | Férfi giant slalom           |

## Alpesisí
Férfi
| Versenyző            | Versenyszám            | 1. futam      | 1. futam      | 2. futam | 2. futam | Összesítés    | Összesítés    |
| Versenyző            | Versenyszám            | Idő           | Hely.         | Idő      | Hely.    | Idő           | Helyezés      |
| -------------------- | ---------------------- | ------------- | ------------- | -------- | -------- | ------------- | ------------- |
| Paul Accola          | Műlesiklás             | 57,56         | 23.           | 57,35    | 19.      | 1:54,91       | 18.           |
| Paul Accola          | Óriás-műlesiklás       | 1:21,31       | 7.            | 1:19,26  | 11.      | 2:40,57       | 7.            |
| Paul Accola          | Szuperóriás-műlesiklás |               |               |          |          | 1:36,87       | 18.           |
| Marco Casanova       | Műlesiklás             | nem ért célba | nem ért célba | kiesett  | kiesett  | kiesett       | kiesett       |
| Franco Cavegn        | Lesiklás               |               |               |          |          | 1:51,74       | 14.           |
| Didier Cuche         | Lesiklás               |               |               |          |          | 1:50,91       | 8.            |
| Didier Cuche         | Szuperóriás-műlesiklás |               |               |          |          | 1:35,43       | *             |
| Jürg Grünenfelder    | Lesiklás               |               |               |          |          | 1:50,64       | 4.            |
| Urs Kälin            | Óriás-műlesiklás       | 1:22,00       | 12.           | 1:19,17  | 10.      | 2:41,17       | 12.           |
| Bruno Kernen         | Lesiklás               |               |               |          |          | nem ért célba | nem ért célba |
| Bruno Kernen         | Szuperóriás-műlesiklás |               |               |          |          | 1:36,37       | 11.           |
| Steve Locher         | Óriás-műlesiklás       | 1:21,98       | 11.           | 1:18,32  | 2.       | 2:40,30       | 6.            |
| Steve Locher         | Szuperóriás-műlesiklás |               |               |          |          | 1:36,62       | 14.           |
| Didier Plaschy       | Műlesiklás             | 56,67         | 13.           | 55,36    | 8.       | 1:52,03       | 12.           |
| Michael von Grünigen | Műlesiklás             | 57,33         | 19.           | 57,63    | 21.      | 1:54,96       | 19.           |
| Michael von Grünigen | Óriás-műlesiklás       | 1:20,98       | 5.            | 1:18,71  | 6.       | 2:39,69       |               |

| Versenyző         | Versenyszám | Műlesiklás    | Műlesiklás    | Műlesiklás    | Műlesiklás    | Műlesiklás | Műlesiklás | Lesiklás | Lesiklás | Összesítés | Összesítés |
| Versenyző         | Versenyszám | 1. futam      | 1. futam      | 2. futam      | 2. futam      | Össz.      | Össz.      | Lesiklás | Lesiklás | Összesítés | Összesítés |
| Versenyző         | Versenyszám | Idő           | Hely.         | Idő           | Hely.         | Idő        | Hely.      | Idő      | Hely.    | Idő        | Helyezés   |
| ----------------- | ----------- | ------------- | ------------- | ------------- | ------------- | ---------- | ---------- | -------- | -------- | ---------- | ---------- |
| Paul Accola       | Összetett   | 49,39         | 7.            | nem ért célba | nem ért célba | kiesett    | kiesett    | kiesett  | kiesett  | kiesett    | kiesett    |
| Jürg Grünenfelder | Összetett   | nem ért célba | nem ért célba | kiesett       | kiesett       | kiesett    | kiesett    | kiesett  | kiesett  | kiesett    | kiesett    |
| Bruno Kernen      | Összetett   | nem ért célba | nem ért célba | kiesett       | kiesett       | kiesett    | kiesett    | kiesett  | kiesett  | kiesett    | kiesett    |

Női
| Versenyző          | Versenyszám            | 1. futam      | 1. futam      | 2. futam      | 2. futam      | Összesítés | Összesítés |
| Versenyző          | Versenyszám            | Idő           | Hely.         | Idő           | Hely.         | Idő        | Helyezés   |
| ------------------ | ---------------------- | ------------- | ------------- | ------------- | ------------- | ---------- | ---------- |
| Martina Accola     | Műlesiklás             | 46,37         | 7.            | 47,75         | 8.            | 1:34,12    | 7.         |
| Catherine Borghi   | Lesiklás               |               |               |               |               | 1:31,45    | 22.*       |
| Catherine Borghi   | Óriás-műlesiklás       | 1:21,90       | 17.           | 1:36,52       | 24.           | 2:58,42    | 19.        |
| Catherine Borghi   | Szuperóriás-műlesiklás |               |               |               |               | 1:20,69    | 34.        |
| Sonja Nef          | Műlesiklás             | nem ért célba | nem ért célba | kiesett       | kiesett       | kiesett    | kiesett    |
| Sonja Nef          | Óriás-műlesiklás       | nem ért célba | nem ért célba | kiesett       | kiesett       | kiesett    | kiesett    |
| Corinne Rey-Bellet | Lesiklás               |               |               |               |               | 1:32,92    | 30.        |
| Corinne Rey-Bellet | Szuperóriás-műlesiklás |               |               |               |               | 1:20,31    | 31.        |
| Karin Roten        | Műlesiklás             | 46,64         | 8.            | nem ért célba | nem ért célba | kiesett    | kiesett    |
| Karin Roten        | Óriás-műlesiklás       | 1:20,91       | 9.            | 1:36,05       | 23.           | 2:56,96    | 16.        |
| Heidi Zurbriggen   | Lesiklás               |               |               |               |               | 1:30,25    | 12.        |
| Heidi Zurbriggen   | Óriás-műlesiklás       | 1:20,31       | 6.            | 1:33,30       | 6.            | 2:53,61    | 6.         |
| Heidi Zurbriggen   | Szuperóriás-műlesiklás |               |               |               |               | 1:19,22    | 21.        |

| Versenyző        | Versenyszám | Lesiklás | Lesiklás | Műlesiklás | Műlesiklás | Műlesiklás | Műlesiklás | Műlesiklás | Műlesiklás | Összesítés | Összesítés |
| Versenyző        | Versenyszám | Lesiklás | Lesiklás | 1. futam   | 1. futam   | 2. futam   | 2. futam   | Össz.      | Össz.      | Összesítés | Összesítés |
| Versenyző        | Versenyszám | Idő      | Hely.    | Idő        | Hely.      | Idő        | Hely.      | Idő        | Hely.      | Idő        | Helyezés   |
| ---------------- | ----------- | -------- | -------- | ---------- | ---------- | ---------- | ---------- | ---------- | ---------- | ---------- | ---------- |
| Catherine Borghi | Összetett   | 1:31,24  | 16.      | 37,32      | 8.         | 36,77      | 11.        | 1:14,09    | 11.        | 2:45,33    | 10.        |

* - egy másik versenyzővel azonos eredményt ért el

## Biatlon
Férfi
| Versenyző         | Versenyszám  | Lövőhiba      | Időeredmény   | Helyezés      |
| ----------------- | ------------ | ------------- | ------------- | ------------- |
| Jean-Marc Chabloz | 10 km sprint | nem ért célba | nem ért célba | nem ért célba |
| Jean-Marc Chabloz | 20 km egyéni | 4 (1+1+1+1)   | 1:03:41,0     | 51.           |

## Bob
| Versenyző                                                    | Versenyszám | 1. futam | 1. futam | 2. futam | 2. futam | 3. futam | 3. futam | 4. futam | 4. futam | Összesítés | Összesítés |
| Versenyző                                                    | Versenyszám | Idő      | Hely.    | Idő      | Hely.    | Idő      | Hely.    | Idő      | Hely.    | Idő        | Helyezés   |
| ------------------------------------------------------------ | ----------- | -------- | -------- | -------- | -------- | -------- | -------- | -------- | -------- | ---------- | ---------- |
| Reto Götschi Guido Acklin                                    | Kettes      | 54,71    | 3.       | 54,77    | 12.      | 54,44    | 7.       | 54,35    | 4.       | 3:38,27    | 6.         |
| Christian Reich Cédric Grand                                 | Kettes      | 54,73    | 4.       | 54,56    | 4.       | 54,32    | 5.       | 54,54    | 7.*      | 3:38,15    | 4.         |
| Marcel Rohner Markus Nüssli Markus Wasser Beat Seitz         | Négyes      | 53,13    | 8.*      | 53,15    | 2.       | 53,73    | 4.*      |          |          | 2:40,01    |            |
| Christian Reich Steve Anderhub Thomas Handschin Cédric Grand | Négyes      | 52,88    | 3.       | 53,47    | 6.       | 53,93    | 13.*     |          |          | 2:40,28    | 7.         |

* - egy másik csapattal azonos eredményt ért el

## Curling

### Férfi
- Patrick Hürlimann
- Patrik Lörtscher
- Daniel Müller
- Diego Perren
- Dominic Andres

#### Eredmények
Csoportkör
| Nemzet           | Szkip             | Gy | V |
| ---------------- | ----------------- | -- | - |
| Kanada           | Mike Harris       | 6  | 1 |
| Norvégia         | Eigil Ramsfjell   | 5  | 2 |
| Svájc            | Patrick Hürlimann | 5  | 2 |
| Egyesült Államok | Tim Somerville    | 3  | 4 |
| Japán            | Curuga Makoto     | 3  | 4 |
| Svédország       | Peja Lindholm     | 3  | 4 |
| Nagy-Britannia   | Douglas Dryburgh  | 2  | 5 |
| Németország      | Andy Kapp         | 1  | 6 |

- február 9., 14:00

| Sheet A            | Sheet A            | 1 | 2 | 3 | 4 | 5 | 6 | 7 | 8 | 9 | 10 | VE |
| 1. end utolsó köve | Németország (Kapp) | 0 | 0 | 1 | 0 | 2 | 0 | 0 | 1 | 0 | 0  | 4  |
|                    | Svájc (Hürlimann)  | 0 | 1 | 0 | 1 | 0 | 1 | 0 | 0 | 1 | 3  | 7  |

- február 10., 9:00

| Sheet C            | Sheet C                   | 1 | 2 | 3 | 4 | 5 | 6 | 7 | 8 | 9 | 10 | VE |
|                    | Svájc (Hürlimann)         | 0 | 3 | 0 | 3 | 0 | 2 | 0 | 2 | X | X  | 10 |
| 1. end utolsó köve | Nagy-Britannia (Dryburgh) | 1 | 0 | 1 | 0 | 1 | 0 | 1 | 0 | X | X  | 4  |

- február 10., 19:00

| Sheet D            | Sheet D           | 1 | 2 | 3 | 4 | 5 | 6 | 7 | 8 | 9 | 10 | VE |
| 1. end utolsó köve | Svájc (Hürlimann) | 2 | 0 | 1 | 0 | 0 | 0 | 2 | 0 | 0 | X  | 5  |
|                    | Japán (Curuga)    | 0 | 0 | 0 | 0 | 2 | 0 | 0 | 0 | 1 | X  | 3  |

- február 11., 14:00

| Sheet B            | Sheet B                       | 1 | 2 | 3 | 4 | 5 | 6 | 7 | 8 | 9 | 10 | VE |
| 1. end utolsó köve | Egyesült Államok (Somerville) | 0 | 0 | 0 | 0 | 0 | 2 | 0 | 0 | X | X  | 2  |
|                    | Svájc (Hürlimann)             | 0 | 0 | 1 | 0 | 2 | 0 | 1 | 3 | X | X  | 7  |

- február 12., 9:00

| Sheet D            | Sheet D           | 1 | 2 | 3 | 4 | 5 | 6 | 7 | 8 | 9 | 10 | VE |
|                    | Kanada (Harris)   | 1 | 0 | 3 | 1 | 0 | 0 | 0 | 1 | 2 | X  | 8  |
| 1. end utolsó köve | Svájc (Hürlimann) | 0 | 1 | 0 | 0 | 1 | 0 | 1 | 0 | 0 | X  | 3  |

- február 12., 19:00

| Sheet A            | Sheet A              | 1 | 2 | 3 | 4 | 5 | 6 | 7 | 8 | 9 | 10 | VE |
| 1. end utolsó köve | Svájc (Hürlimann)    | 0 | 0 | 0 | 1 | 0 | 2 | 0 | 0 | 1 | 0  | 4  |
|                    | Norvégia (Ramsfjell) | 0 | 1 | 0 | 0 | 1 | 0 | 1 | 1 | 0 | 1  | 5  |

- február 13., 14:00

| Sheet C            | Sheet C               | 1 | 2 | 3 | 4 | 5 | 6 | 7 | 8 | 9 | 10 | VE |
|                    | Svédország (Lindholm) | 0 | 1 | 0 | 0 | 1 | 0 | 0 | 0 | X | X  | 2  |
| 1. end utolsó köve | Svájc (Hürlimann)     | 2 | 0 | 0 | 1 | 0 | 1 | 3 | 1 | X | X  | 8  |

Elődöntő
- február 14., 18:00

| Sheet A            | Sheet A              | 1 | 2 | 3 | 4 | 5 | 6 | 7 | 8 | 9 | 10 | VE |
| 1. end utolsó köve | Norvégia (Ramsfjell) | 0 | 0 | 1 | 0 | 1 | 0 | 2 | 0 | 3 | 0  | 7  |
|                    | Svájc (Hürlimann)    | 1 | 0 | 0 | 2 | 0 | 2 | 0 | 2 | 0 | 1  | 8  |

Döntő
- február 15., 17:00

| Sheet C            | Sheet C           | 1 | 2 | 3 | 4 | 5 | 6 | 7 | 8 | 9 | 10 | VE |
| 1. end utolsó köve | Kanada (Harris)   | 0 | 0 | 1 | 0 | 0 | 0 | 2 | 0 | X | X  | 3  |
|                    | Svájc (Hürlimann) | 0 | 2 | 0 | 2 | 2 | 3 | 0 | 0 | X | X  | 9  |

| Csapat | Helyezés |
| ------ | -------- |
| Svájc  |          |

## Északi összetett
| Versenyző                                               | Versenyszám | Síugrás | Síugrás | Síugrás    | Sífutás | Sífutás | Összesítés | Összesítés |
| Versenyző                                               | Versenyszám | Pont    | Hely.   | Időhátrány | Idő     | Hely.   | Idő        | Helyezés   |
| ------------------------------------------------------- | ----------- | ------- | ------- | ---------- | ------- | ------- | ---------- | ---------- |
| Jean-Yves Cuendet                                       | Egyéni      | 206,0   | 21.     | +3:30      | 41:04,6 | 12.     | 44:34,6    | 17.        |
| Andy Hartmann                                           | Egyéni      | 193,0   | 38.     | +4:48      | 41:30,5 | 20.     | 46:18,5    | 28.        |
| Urs Kunz                                                | Egyéni      | 196,0   | 32.     | +4:30      | 40:23,2 | 3.      | 44:53,2    | 18.        |
| Marco Zarucchi                                          | Egyéni      | 185,5   | 43.     | +5:33      | 40:04,9 | 1.      | 45:37,9    | 25.        |
| Marco Zarucchi Andy Hartmann Jean-Yves Cuendet Urs Kunz | Csapat      | 797,0   | 10.     | +3:01      | 53:40,6 | 1.      | 56:41,6    | 7.         |

## Gyorskorcsolya
Férfi
| Versenyző           | Versenyszám | Eredmény | Helyezés |
| ------------------- | ----------- | -------- | -------- |
| Martin Feigenwinter | 5000 m      | 6:47,08  | 21.      |

## Műkorcsolya
| Versenyző     | Versenyszám  | Rövid program     | Rövid program | Rövid program | Kűr               | Kűr   | Kűr         | Összesítés         | Összesítés |
| Versenyző     | Versenyszám  | Több. hely. száma | Hely.         | Hely. pont.   | Több. hely. száma | Hely. | Hely. pont. | Helyezési pontszám | Helyezés   |
| ------------- | ------------ | ----------------- | ------------- | ------------- | ----------------- | ----- | ----------- | ------------------ | ---------- |
| Patrick Meier | Férfi egyéni | 5×22+             | 22.           | 11,0          | 6×22+             | 22.   | 22,0        | 33,0               | 22.        |

## Síakrobatika
Ugrás
| Versenyző        | Versenyszám | Selejtező | Selejtező | Döntő   | Döntő    |
| Versenyző        | Versenyszám | Pont      | Helyezés  | Pont    | Helyezés |
| ---------------- | ----------- | --------- | --------- | ------- | -------- |
| Colette Brand    | Női         | 165,07    | 7.        | 171,83  |          |
| Evelyne Leu      | Női         | 148,72    | 15.       | kiesett | kiesett  |
| Michèle Rohrbach | Női         | 161,76    | 10.       | 129,36  | 11.      |

Mogul
| Versenyző      | Versenyszám | Selejtező | Selejtező | Döntő   | Döntő    |
| Versenyző      | Versenyszám | Pont      | Helyezés  | Pont    | Helyezés |
| -------------- | ----------- | --------- | --------- | ------- | -------- |
| Corinne Bodmer | Női         | 19,93     | 20.       | kiesett | kiesett  |

## Sífutás
Férfi
| Versenyző                                                       | Versenyszám         | Eredmény  | Helyezés |
| --------------------------------------------------------------- | ------------------- | --------- | -------- |
| Wilhelm Aschwanden                                              | 10 km               | 31:10,5   | 63.      |
| Wilhelm Aschwanden                                              | 15 km üldözőverseny | 45:32,8   | 49.      |
| Wilhelm Aschwanden                                              | 50 km               | 2:14:18,0 | 22.      |
| Reto Burgermeister                                              | 50 km               | 2:22:28,3 | 49.      |
| Beat Koch                                                       | 10 km               | 28:49,6   | 17.      |
| Beat Koch                                                       | 30 km               | 1:46:38,3 | 53.      |
| Patrick Mächler                                                 | 10 km               | DNF       | AC.      |
| Jeremias Wigger                                                 | 10 km               | 30:33,4   | 49.      |
| Jeremias Wigger                                                 | 30 km               | 1:39:46,4 | 16.      |
| Jeremias Wigger                                                 | 50 km               | 2:13:50,5 | 18.      |
| Jeremias Wigger Beat Koch Reto Burgermeister Wilhelm Aschwanden | 4 × 10 km váltó     | 1:42:25,2 | 4.       |

Női
| Versenyző                                                                        | Versenyszám         | Eredmény  | Helyezés |
| -------------------------------------------------------------------------------- | ------------------- | --------- | -------- |
| Natascia Leonardi Cortesi                                                        | 30 km               | 1:30:31,8 | 24.      |
| Brigitte Albrecht Loretan                                                        | 5 km                | 18:16,5   | 10.      |
| Brigitte Albrecht Loretan                                                        | 10 km üldözőverseny | 29:34,8   | 10.      |
| Brigitte Albrecht Loretan                                                        | 30 km               | 1:25:15,0 | 7.       |
| Sylvia Honegger                                                                  | 5 km                | 18:29,6   | 14.      |
| Sylvia Honegger                                                                  | 10 km üldözőverseny | 30:44,3   | 22.      |
| Sylvia Honegger                                                                  | 15 km               | 50:31,9   | 22.      |
| Andrea Huber                                                                     | 5 km                | 19:27,6   | 45.      |
| Andrea Senteler                                                                  | 5 km                | 20:07,5   | 62.      |
| Sylvia Honegger Andrea Huber Brigitte Albrecht Loretan Natascia Leonardi Cortesi | 4 × 5 km váltó      | 56:55,2   | 4.       |

## Síugrás
| Versenyző                                                    | Versenyszám | 1. ugrás | 1. ugrás | 2. ugrás | 2. ugrás | Összesítés | Összesítés |
| Versenyző                                                    | Versenyszám | Pont     | Hely.    | Pont     | Hely.    | Pont       | Helyezés   |
| ------------------------------------------------------------ | ----------- | -------- | -------- | -------- | -------- | ---------- | ---------- |
| Simon Ammann                                                 | Normálsánc  | 83,5     | 35.      | kiesett  | kiesett  | kiesett    | kiesett    |
| Simon Ammann                                                 | Nagysánc    | 89,3     | 39.      | kiesett  | kiesett  | kiesett    | kiesett    |
| Sylvain Freiholz                                             | Normálsánc  | 86,0     | 30.      | 96,0     | 24.**    | 182,0      | 29.        |
| Sylvain Freiholz                                             | Nagysánc    | 88,8     | 41.      | kiesett  | kiesett  | kiesett    | kiesett    |
| Bruno Reuteler                                               | Normálsánc  | 96,5     | 23.      | 103,5    | 12.*     | 200,0      | 18.        |
| Bruno Reuteler                                               | Nagysánc    | 105,9    | 21.      | 116,4    | 16.      | 222,3      | 19.        |
| Marco Steinauer                                              | Normálsánc  | 63,5     | 56.*     | kiesett  | kiesett  | kiesett    | kiesett    |
| Marco Steinauer                                              | Nagysánc    | 93,9     | 33.      | kiesett  | kiesett  | kiesett    | kiesett    |
| Sylvain Freiholz Marco Steinauer Simon Ammann Bruno Reuteler | Csapat      | 345,6    | 6.       | 389,4    | 7.       | 735,0      | 6.         |

* - egy másik versenyzővel azonos eredményt ért el

** - két másik versenyzővel azonos eredményt ért el

## Snowboard
Halfpipe
| Versenyző          | Versenyszám | 1. selejtező | 1. selejtező | 2. selejtező | 2. selejtező | Döntő      | Döntő      | Döntő   | Helyezés |
| Versenyző          | Versenyszám | Pont         | Hely.        | Pont         | Hely.        | 1. forduló | 2. forduló | Össz.   | Helyezés |
| ------------------ | ----------- | ------------ | ------------ | ------------ | ------------ | ---------- | ---------- | ------- | -------- |
| Bertrand Denervaud | Férfi       | 37,8         | 11.          | 35,3         | 19.          | kiesett    | kiesett    | kiesett | 27.      |
| Patrik Hasler      | Férfi       | 32,6         | 24.          | 32,1         | 23.*         | kiesett    | kiesett    | kiesett | 32.      |
| Fabien Rohrer      | Férfi       | 38,5         | 6.           |              |              | 36,4       | 42,3       | 78,7    | 4.       |
| Gian Simmen        | Férfi       | 34,0         | 21.          | 39,8         | 3.           | 43,8       | 41,4       | 85,2    |          |
| Anita Schwaller    | Női         | 32,0         | 9.           | 32,2         | 7.           | kiesett    | kiesett    | kiesett | 11.      |

Giant slalom
| Versenyző             | Versenyszám | 1. futam | 1. futam | 2. futam      | 2. futam      | Összesítés | Összesítés |
| Versenyző             | Versenyszám | Idő      | Hely.    | Idő           | Hely.         | Idő        | Helyezés   |
| --------------------- | ----------- | -------- | -------- | ------------- | ------------- | ---------- | ---------- |
| André Grütter         | Férfi       | kizárták | kizárták | kiesett       | kiesett       | kiesett    | kiesett    |
| Gilles Jaquet         | Férfi       | kizárták | kizárták | kiesett       | kiesett       | kiesett    | kiesett    |
| Ueli Kestenholz       | Férfi       | 1:00,20  | 10.      | 1:03,88       | 1.            | 2:04,08    |            |
| Fadri Mosca           | Férfi       | kizárták | kizárták | kiesett       | kiesett       | kiesett    | kiesett    |
| Renata Keller         | Női         | 1:19,48  | 19.      | 1:12,32       | 17.           | 2:31,80    | 18.        |
| Cécile Plancherel     | Női         | 1:15,84  | 12.      | 1:08,23       | 9.            | 2:24,07    | 11.        |
| Steffi von Siebenthal | Női         | 1:21,93  | 22.      | nem ért célba | nem ért célba | kiesett    | kiesett    |

* - egy másik versenyzővel azonos eredményt ért el

## Szánkó
| Versenyző  | Versenyszám | 1. futam | 1. futam | 2. futam | 2. futam | 3. futam | 3. futam | 4. futam | 4. futam | Összesítés | Összesítés |
| Versenyző  | Versenyszám | Idő      | Hely.    | Idő      | Hely.    | Idő      | Hely.    | Idő      | Hely.    | Idő        | Helyezés   |
| ---------- | ----------- | -------- | -------- | -------- | -------- | -------- | -------- | -------- | -------- | ---------- | ---------- |
| Reto Gilly | Férfi egyes | 50,594   | 16.      | 50,646   | 20.      | 51,485   | 25.      | 50,627   | 20.      | 3:23,352   | 22.        |